# やくざ番外地 抹殺
『やくざ番外地 抹殺』（やくざばんがいち まっさつ）1969年11月22日に公開された日本の映画である。監督は柳瀬観。主演は丹波哲郎。日本アカデミープロダクション制作（日活配給）。やくざ番外地シリーズ第2弾。

## 概要
関西銀誠会は関東進出を目論み、川崎の高見組と張り合った。
組長・高見政次がいない中、幹部の伊沢が組を守り抜いた。
そして宇田の仇として子分の早川進が銀誠会の会長・村島に傷を負わせ狙われる羽目となった。

## キャスト
- 高見政次：丹波哲郎
- 伊沢庄三：中丸忠雄
- 貝塚武：葉山良二
- 南条房江：有沢正子
- 宇田紀子：高倉みゆき
- 伊沢みゆき：安城由貴
- 水上洋子：丘みつ子
- クラブのママ：山本彩記子
- 村島春市：植村謙二郎
- 中山辰夫：永山一夫
- 寺坂国文：山本耕一
- 本波大五郎：小林重四郎
- 大田栄三：相原昇
- 秀：福岡正剛
- 相原昇：木島一郎
- 土屋茂：小柴隆
- 世話人：永島浩
- 刺客：滝佐太郎
- 宇田：雪丘恵介
- 看護婦：麻生いく子
- 鉄：水木つよし
- 同心会幹部：晴海勇三
- 宇田組組員：玉井謙介
- 銀誠会幹部：北九州男
- サブ：志賀正文
- 協力：日本演技アカデミー学院
- 早川進：渡哲也

## スタッフ
- 監督 - 柳瀬観
- 脚本 - 山崎巌、西田一夫
- 製作 - 佐藤行雄、浅田健三
- 音楽 - 伊部晴美
- 撮影 - 萩原泉
- 照明 - 三尾三郎
- 美術 - 入野達彌
- 録音監督 - 米津次男
- 録音 - アオイスタジオ
- 編集 - 松原映画
- 助監督 - 美坂哲也
- 製作担当 - 滝沢勝治
- 現像 - 東洋現像所
- 製作 - 日本アカデミープロダクション

## 同時上映
『朱鞘仁義 鉄火みだれ桜』
- 原作：藤田五郎 / 脚本：長田紀生 / 監督：斎藤茂市 / 主演：扇ひろ子

## 映像ソフト
- 日活からビデオソフト（VHS）化はされたが廃盤、DVD化はされてない。